# Tetragnatha lea
Tetragnatha lea este o specie de păianjeni din genul Tetragnatha, familia Tetragnathidae, descrisă de Friedrich Wilhelm Bösenberg și Strand, 1906. Conform Catalogue of Life specia Tetragnatha lea nu are subspecii cunoscute.